# حوار خاص
حوار خاص هو برنامج حواري في قناة التونسية قدمه وائل التوكابري وسفيان بن فرحات قام باستضافة شخصيات عامة تونسية. قدمه سابقا علاء الشابي.

## الضيوف
- سهام بن سدرين، ناشطة حقوق إنسان تونسية ومالكة راديو كلمة
- محمد الكيلاني، رئيس الحزب الاشتراكي اليساري
- الحبيب قيزة، نقابي تونسي ومؤسس الجامعة العامة التونسية للشغل
- سمير ديلو، سياسي تونسي وعضو المكتب التنفيذي لحركة النهضة
- راضية النصراوي، حقوقية وناشطة حقوق إنسان تونسية وزوجة حمة الهمامي
- أحمد نجيب الشابي، مؤسس والأمين العام السابق للحزب الديمقراطي التقدمي
- حمة الهمامي، الناطق الرسمي باسم حزب العمال
- مصطفى بن جعفر، رئيس حزب التكتل الديمقراطي من أجل العمل والحريات
- المنصف المرزوقي، رئيس حزب المؤتمر من أجل الجمهورية
- المختار اليحياوي، قاضي ورئيس المجلس الأعلى للقضاء
- البشير الصيد، المنسق العام للحركة الوحدوية التقدمية
- كمال مرجان، مؤسس ورئيس حزب المبادرة
- أحمد بن صالح، وزير أول تونسي سابق
- أحمد الإينوبلي، أمين عام حزب الاتحاد الديمقراطي الوحدوي
- جوهر بن مبارك، الناطق الرسمي باسم شبكة دستورنا
- ألفة يوسف، كاتبة تونسية وأستاذة جامعية، ديسمبر 2011